# Nyakaledonienvisslare
Nyakaledonienvisslare (Pachycephala caledonica) är en fågel i familjen visslare inom ordningen tättingar.

## Utseende och läte
Hane nyakaledonienvisslaren är en orangegul och olivgrön visslare med grått huvud och kontrasterande strupe. Honan är mycket mer färglös, med matt olivbrun ovansida, ljusare undersida och vitaktig strupe. Lätet är distinkt, en relativt mörk och svängig stigande och fallande visslande sång.

## Utbredning och systematik
Nyakaledonienvisslare förekommer i skogar på Nya Kaledonien och behandlas vanligen som monotypisk. Andra inkluderar vanuatuvisslaren (P. chlorura) i arten, liksom taxonet vanikorensis, nominatformen för temotuvisslaren.

## Status
Trots det begränsade utbredningsområdet och att den tros minska i antal anses beståndet vara livskraftigt av internationella naturvårdsunionen IUCN. 